# پابلو وارگاس
پابلو وارگاس (انگلیسی: Pablo Vargas؛ زادهٔ ۱۶ فوریهٔ ۱۹۸۴) بازیکن فوتبال اهل اسپانیا است.